# Telegraph für Deutschland
Der Telegraph für Deutschland war eine Zeitschrift, die von Karl Gutzkow gegründet und vom Verlag Hoffmann und Campe in Hamburg herausgegeben wurde. Die Redaktion hatte Karl Gutzkow (bis Ende 1843), ab 1844 Georg Schirges, zuletzt Feodor Wehl. Die Zeitschrift erschien vier Mal wöchentlich von Januar 1838 bis November 1848.

## Zur Geschichte desTelegraph für Deutschland
Karl Gutzkow, dem es als Vertreter des Jungen Deutschland durch den Bundestagsbeschluss vom 18. Dezember 1835 verboten war, Bücher oder Zeitschriften unter seinem Namen zu veröffentlichen, hatte incognito 1836 die "Frankfurter Börsenzeitung" redigiert und als belletristisches Beiblatt der Zeitung Anfang 1837 den "Frankfurter Telegraph" ins Leben gerufen. Die Tageszeitung ging in den ersten Januartagen 1837 ein, die Zeitschrift wurde – unter wechselndem Titel – fortgesetzt. Ende 1837 gelang es Gutzkow, für seinen "Telegraphen" Julius Campe als Verleger zu gewinnen. Gutzkow zog nach Hamburg und gab hier seit Januar 1838 sein Blatt unter dem Titel „Telegraph für Deutschland“ heraus. Aus Zensurgründen zeichnete Campes Verlag als verantwortlicher Herausgeber. Auch wenn August Lewald einmal gegenüber Heinrich Heine äußerte, dass der Telegraph nur ein „nobles Lokalblatt, sonst nichts weiter“ sei, entwickelte sich die Zeitschrift unter Gutzkows Leitung zu einem der profiliertesten und einflussreichsten belletristisch-kritischen Journal im Vormärz. Erst ab Nummer 164 vom Oktober 1841 wurde Gutzkow als Redakteur genannt.
In Österreich wurde die Zeitschrift im September 1838 verboten, in anderen Bundesstaaten – etwa in Bayern – ihre Verbreitung erschwert. Dem Redakteur Gutzkow saß vor allem die preußische Zensur im Nacken, denn Preußen war das Hauptabsatzgebiet des "Telegraphen". Am 8. Dezember 1841 wurde die Zeitschrift schließlich hier verboten, nicht nur weil sie von August Heinrich Hoffmann von Fallersleben (Zweiter Teil seiner „Unpolitischen Lieder“) und von Franz Dingelstedt („Lieder eines kosmopolitischen Nachtwächters“) Gedichte veröffentlicht hatte, sondern weil der Vertrieb sämtlicher Verlagsartikel des Verlages Hoffmann und Campe in Preußen untersagt worden war. Nach dem Hamburger Brand im Mai 1842 wurde das Generalverbot des Verlages in Preußen wieder aufgehoben und damit war auch der "Telegraph" hier wieder zugelassen.
Die Auflage der Zeitschrift lag etwa bei 500 bis 600 Exemplaren.

## Mitarbeiter
| - Ludmilla Assing - Ottilie Assing - Therese von Bacheracht - Eduard Beurmann - Hermann Biow - Moritz Carrière - Franz Dingelstedt - Friedrich Engels unter dem Pseudonym „Friedrich Oswald“ - Karl Goedeke unter dem Pseudonym "Karl Stahl" - Karl Grün unter dem Pseudonym "Ernst von der Haide" - Theodor Hagen unter dem Pseudonym "Joachim Fels" - Friedrich Hebbel - Georg Herwegh - Uffo Horn - Alexander Jung | - German Mäurer - Heinrich Albert Oppermann - Hermann Püttmann - Friedrich Saß unter dem Pseudonym "Alexander Soltwedel" - Levin Schücking - Georg Schirges - Friedrich Wilhelm Schulz - Sebastian Seiler - Salomon Ludwig Steinheim - Max Stirner - Alexander von Ungern-Sternberg - Karl August Varnhagen von Ense - Alexander Weill - Feodor Wehl - Ludwig Wihl |

Publikationen (hrsg. von Karl Gutzkow) in der Zeitschrift aus den Nachlässen von
- Ludwig Börne
- Georg Büchner
- Karl Immermann

## Ausgaben
- Telegraph für Deutschland. Bände 1 (1838) bis 10 (1843), Digitalisate aus der Grabbe-Sammlung der Lippischen Landesbibliothek Detmold
- Telegraph für Deutschland. Mikrofilm-Ausgabe. Ulshöfer Mikrofilm, Rosbach ISBN 3-598-35112-7 und ISBN 3-598-35113-5